# Messenkamp
Messenkamp est une municipalité allemande du land de Basse-Saxe et de l'arrondissement de Schaumbourg. En 2015, elle comptait 744 habitants.

## Source
- (de) Cet article est partiellement ou en totalité issu de l’article de Wikipédia en allemand intitulé « Messenkamp » (voir la liste des auteurs).